# ユタ・トランジット・オーソリティー
ユタ・トランジット・オーソリティー（Utah Transit Authority、ユタ交通公社）は、アメリカ合衆国のユタ州ソルトレイクシティ周辺で運輸業を営む企業である。1970年設立。ライトレールのTRAXと路線バス事業が主力である。

## 鉄道事業

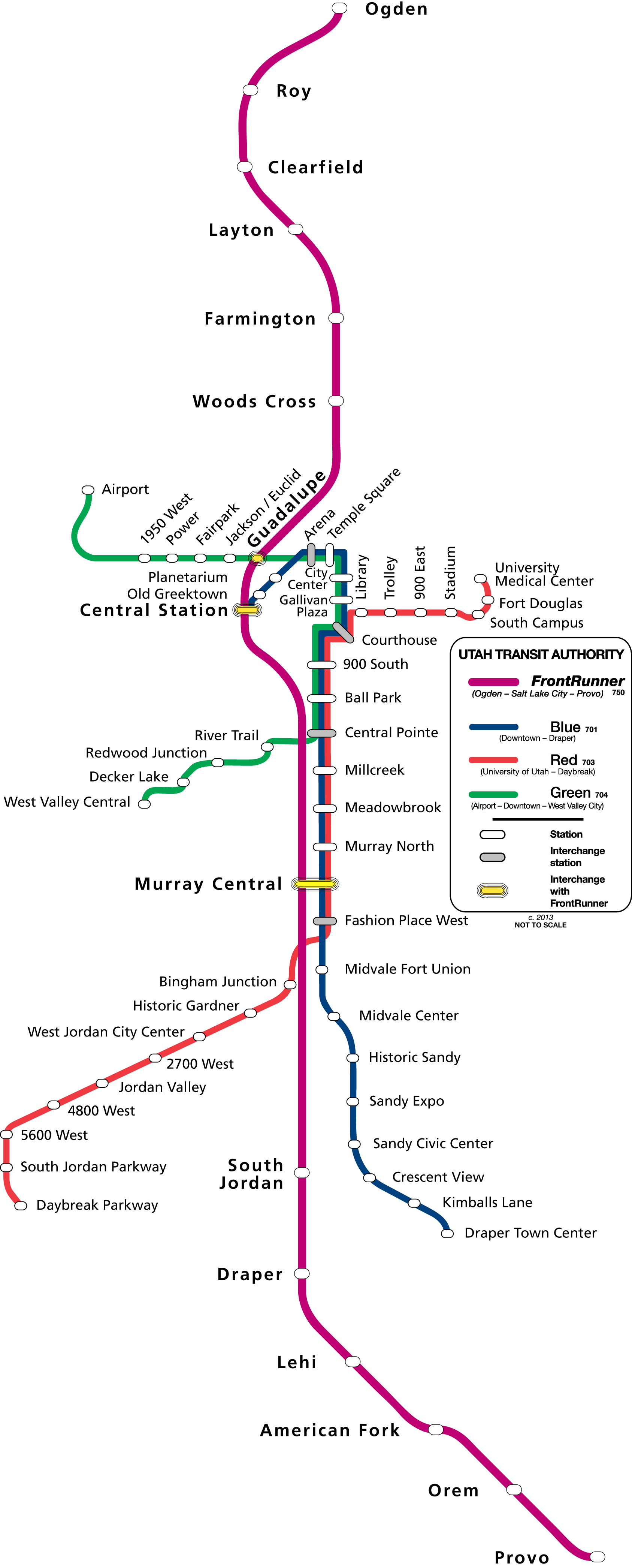
全鉄道路線

### ライトレール
ライトレールはTRAXと称され、1999年開業のブルーライン、2002年ソルトレークシティオリンピックに合わせて2001年に開業したレッドライン、2011年に開業したグリーンラインの3路線が運行されている。
| 路線名 | 路線名                       | 開業年 (延伸年)   | 駅 | 距離                   | 始終着駅 |
| ------ | ---------------------------- | ----------------- | -- | ---------------------- | --- |
|        | ブルーライン UTA Route 701   | 1999 (2008, 2013) | 24 | 19.3マイル (31.1 km)   | ソルトレイクシティ – ドレイパー (ソルトレイクシティ・インターモデアル・ハブ駅 – ドレイパー・タウンセンター駅) |
|        | レッドライン UTA Route 703   | 2001 (2003, 2011) | 25 | 23.7マイル (38.1 km)   | ユタ大学 – サウスジョーダン (ユニバーシティ・メディカル・センター駅 – デイブリーク・パーク駅)                 |
|        | グリーンライン UTA Route 704 | 2011 (2013)       | 18 | 15.01マイル (24.16 km) | ソルトレイクシティ国際空港 – ウェストバレーシティ (空港駅 – ウェストバレーセントラル駅)                       |

### 通勤鉄道

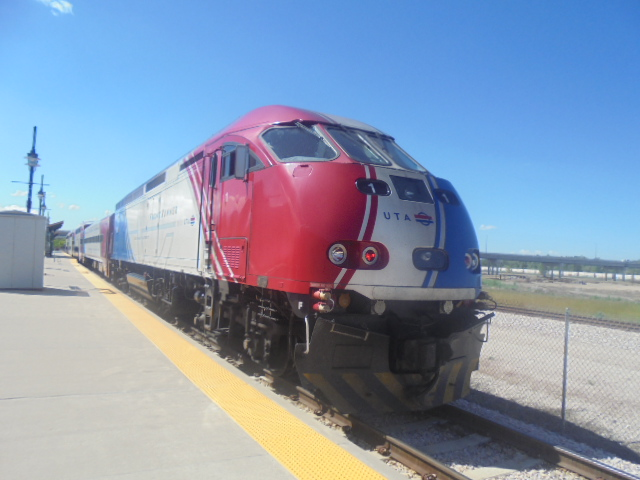
フロントランナーの機関車
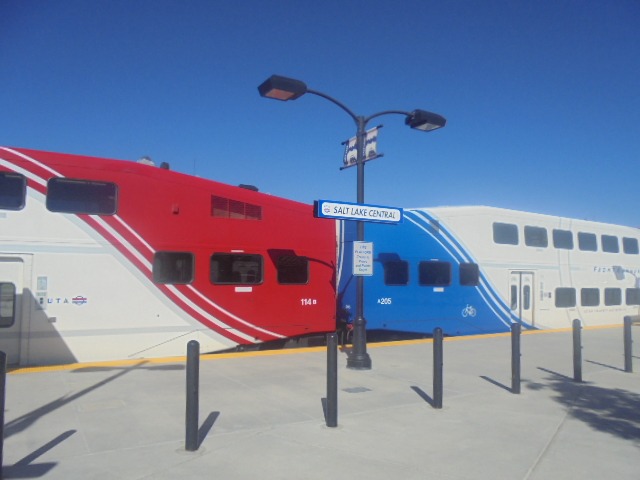
フロントランナーの客車
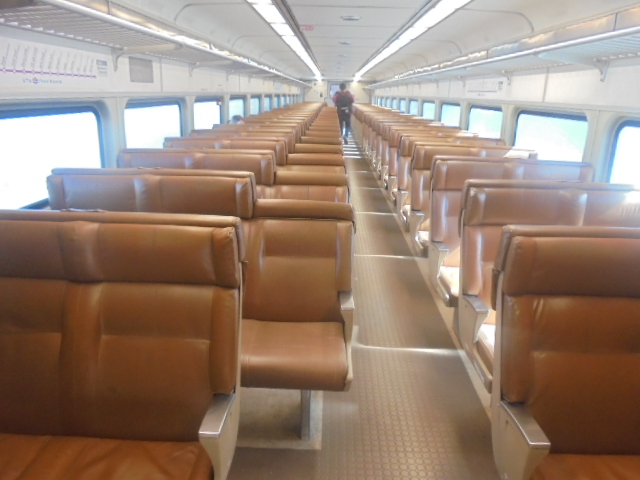
フロントランナー2階の車内

通勤鉄道はフロントランナー（FrontRunner）と称され、オグデンのオグデン・セントラル駅からソルトレイク・セントラル駅を経由してプロボのプロボ・セントラル駅を結んでいる。

### 路面電車
2013年にサウスソルトレイクとシュガーシティを結ぶS線（S Line）が開業した。

## バス事業
UTAは100以上のバス路線をソルトレイクシティ周辺に有している。アルタ、ブリングトン、スノーバードなどへのスキー客輸送のバスもある。大晦日などには経路変更などもある。